# 동화 (화폐)

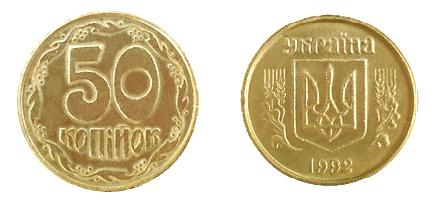

동화(銅貨)는 구리를 재료로 해서 만들어진 화폐를 말한다. 구리는 부식에 비교적 강한 금속이지만, 순동으로 동화가 제조되는 것은 드물고, 대부분 청동화로 주조된다. 일반적으로 동화는 청동화를 가리키는 경우가 많지만 노란 황동화나 하얀 백동화도 동화의 범주에 들어간다.
현재 금화나 은화는 주로 소장용, 수집용, 축재용으로 이용되지만, 동화는 유통용 화폐로써 널리 이용되고 있다.
1. ↑  “한국은행 현용주화”. 2024년 2월 6일에 확인함.